# برانائو ام این
برآئونائو اَم این (به آلمانی: Braunau am Inn) در استان اوبراسترایش با جمعیت ۱۶٬۳۲۸ نفر در کشور اتریش واقع شده‌است. این شهر در مرز اتریش با آلمان واقع شده‌است.

## مشاهیر
- آدولف هیتلر صدراعظم و پیشوای رایش سوم(آلمان نازی) در تاریخ ۲۰ آوریل ۱۸۸۹ میلادی، در این شهر به دنیا آمد.